# APL (planetka)

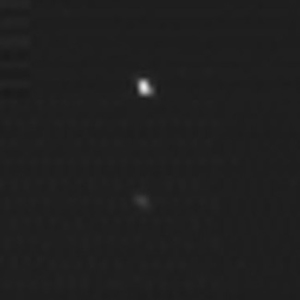
Dvě „skvrny“ na tomto snímku jsou dva záběry planetky pořízené 11. června (spodní část, ze vzdálenosti 3,36 milionu kilometrů) a 12. června 2006 (horní část, ze vzdálenosti 1,34 milionu kilometrů)

Amimace letu sondy New Horizons (fialová) včetně trajektorie planetky APL (žlutá)

(132524) APL, dříve známá pod předběžným označením 2002 JF56 je planetka z hlavního pásu planetek. Objekt má průměr zhruba 2,3 kilometrů.

## New Horizons
Kolem planetky ve vzdálenosti 101 867 km proletěla 13. června 2006 ve 04:05 UTC sonda New Horizons na své cestě k Plutu. Při spektrálním průzkumu objektu sondou bylo zjištěno, že planetka patří do skupiny S (kamenné).

## Pojmenování
Alan Stern, vedoucí vědeckého týmu sondy New Horizons, pojmenoval planetku podle Laboratoří aplikované fyziky Johna Hopkinse – APL (Johns Hopkins Applied Physics Lab), které tuto misi zastřešují.